# Blocada Africii
Blocada Africii a început în anul 1808, după ce Marea Britanie a interzis comerțul transatlantic cu sclavi, vasele britanice fiind primele care au avut interdicția să transporte sclavi. Royal Navy a mobilizat rapid așa numita Escadra Africii de Vest în apele teritoriale africane pentru punerea în aplicație a interdicției. Deși interdicția s-a aplicat inițial doar navelor britanice,  Regatul Unit a negociat tratate cu alte țări pentru a oferi Royal Navy dreptul de a intercepta și de percheziționa navele lor pentru transporturile de sclavi. O excepție notabilă a fost SUA, care a refuzat o astfel de permisiune. În 1807, Legea pentru interzicerea importului de sclavi a abolit din punct de vedere tehnic comerțul intercontinental cu sclavi în Statele Unite, dar interdicția nu a fost aplicată cu severitate și multe dintre navele care au scăpat blocadei au avut ca destinație sudul Statelor Unite.
Din 1819, US Navy a făcut unele eforturi pentru  prevenirea comerțului cu sclavi. Cea mai mare parte a acestui efort  a constat din patrularea de-a lungul coastelor Americii și în mijlocul Atlanticului, acesta din urmă fiind în mare parte fără succes, din cauza dificultății de interceptare a navele în mijlocul oceanului. În cadrul Tratatului Webster–Ashburton din 1842, s-a convenit printre altele ca cele două țări să lucreze împreună la abolirea comerțului cu sclavi, care a fost considerat piraterie, și pentru continuarea blocadei din Africa. US Navy și-a continuat implicarea până în 1861, când a izbucnit Războiul Civil American. În anul următor, administrația președintelui Lincoln a acordat britanicilor autoritatea deplină pentru interceptarea navelor americane. Escadra Royal Navy  a rămas în funcțiune până în anul 1870.

## Implicarea Regatului Unit

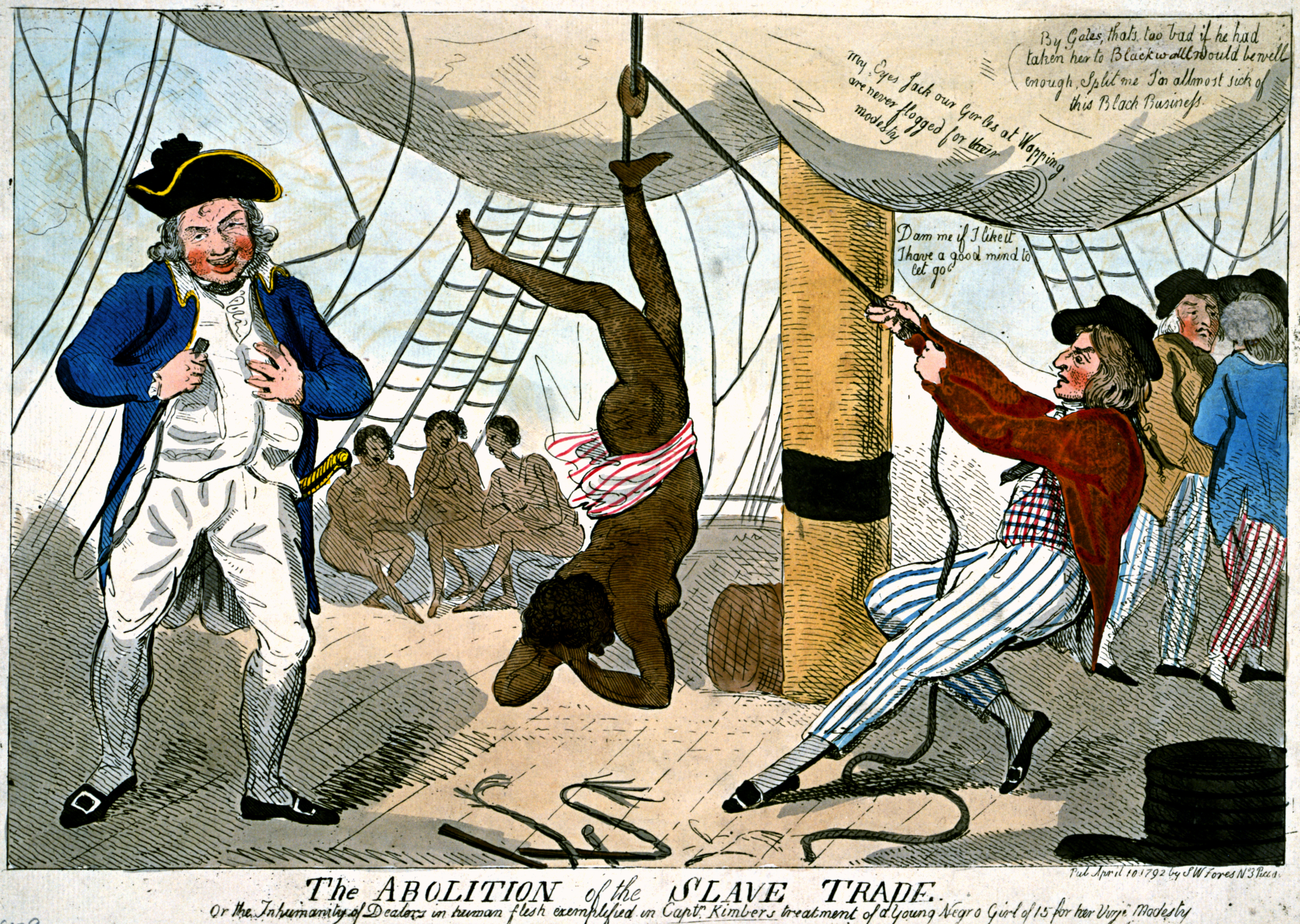
„Abolirea comerțului cu sclavi sau barbaria negustorilor de carne vie exemplificată prin tratamentul aplicat de capitanul Kimber unei fete negre de 15 ani, pentru modestia ei de virgină” de Isaac Cruikshank, 1792. Prezinta un incident în care a fost implicată o fată africană sclavă biciuită până la moarte pentru că a refuzat să danseze goală pe puntea vasului de sclavi; Căpitanul britanic John Kimber a fost denunțat în fața Camerei Comunelor de către William Wilberforce pentru pretinsul incident.

În Legea pentru interzicerea comerțului cu sclavi, 1807 se declara:
Comerțul cu sclavi din Africa, și toate modurile de implicare și tranzacționare în cumpărarea, vânzarea, schimbul sau transferul de sclavi, sau a persoanelor care urmează să fie vândute, transferate, utilizate sau tratate ca sclavi, practicat sau transportate de la, în, la, spre sau dinspre, parte a coastei sau țări africane, trebuie să fie, și acesta este astfel complet abolit, interzisă, și a fost declarat ilegal.
În scopul punerii în aplicare această hotărâre, au fost deplasate două nave în dreptul litoralului african, misiunea lor principală a fost de a îi împiedica pe supușii britanici să facă negoț cu sclavi și, de asemenea,să împiedice comerțul cu sclavi al inamicilor britanicilor în timpul Războaielor Napoleoniene.

### Diplomația
Actul original din 1807 permitea navelor britanice doar să efectueze percheziții. Cu toate acestea, în 1810, în urma unor presiuni diplomatice considerabile, a fost semnată  o convenție cu Portugalia pentru lărgirea mandatului Royal Navy.  În 1815, Portugalia și-a întărit legislația anti-sclavie prin interzicerea oricărui comerț cu ființe umane la nord de ecuator, oferind Royal Navy o libertate de acțiune mult mai mare. Odată cu încheierea  Războaielor Napoleoniene, Marea Britanie a semnat tratate pentru abolirea comerțului cu sclavi cu mai multe puteri. Tratatul cu Franța, care a abolit complet comerțul cu sclavi al negustorilor francezi în 1815, nu oferit britanicilor și dreptul de percheziționare a navelor franceze.  Tratatul cu Spania a dus la abolirea corețului cu sclavi la nord de Ecuator în 1818 și la sud de Ecuator în 1820. În documentul final al Congresului de la Viena a fost inclus un articol prin care s-a solicitat eliminarea completă a comerțului cu sclavi de către toți semnatarii. În 1826, Brazilia a semnat un acord similar cu cel al Portugaliei, și-a încetat comerțul cu sclavi la nord de ecuator.
Eforturile britanice de abolire a comerțului cu sclavi au încercat să rămână în cadrul dreptului internațional al vremii. Negustorii de sclavi trebuiau să fie judecați în instanțele de judecată specializate. Cazurile navelor britanice au fost preluate de instanțele judecătorești ale Viceamiralității și cele ale statelor străine, care aveau tratate cu Regatul Unit, au fost preluate de Instanțele Comisiei Mixte. Comisia Multe instanțe au fost înființate în puncte-cheie de-a lungul coastei Africii și în insulele sale. Cu toate acestea, reticența cu care erau privite acțiunile britanice au redus capacitatea de lucru a instanțelor judecătorești.  Uneori, reprezentanții străini au ajuns târziu sau deloc la sediul instanței. Ambasadorul brazilian, în ciuda faptului că instanța a fost deschisă încă din 1826, nu a ajuns decât în 1828, și a reluat de la zero toate cazurile judecate până la venirea lui la post. 
În afară de greutățile create de colaborarea greoaie cu Instanțele Comisiei Mixte, mandatul flotei britanice pentru verificarea comerțului era lipsit de baza unor tratate clare între statele vizate, sau pe baza de tratate complicate și neclare. Acordurile internaționale au fost semnate cu mare  reticență, și de aceea au fost foarte greu de pus în practică. 
Pentru ca echipajul unei corăbii să fie condamnat pentru comerț cu sclavi, la bordul vasului trebuia să fie descoperiți sclavi atunci când britanicii percheziționau navele străine. Spre deosebire de prevederile legii britanice din 1807, în tratatele internaționale nu fusese prevăzută o clauză cu privire la echipamentul aflat la bordul vaselor cercetate. Aceasta însemna că, la verificările făcute de marinarii britanici erau descoperite echipamente pentru transportul sclavilor, dar nu și sclavi, nu putea fi luată nicio măsură legală. Această eroare majoră a redus mult eficiența controalelor efectuate de britanici, a dus la unele abuzuri ale ofițerilor britanici și  a impus în următoarele decenii actualizarea tratatelor. În 1839, guvernul britanic, în condițiile progreselor slabe în lupta împotriva comerțului cu sclavi,  a trecut vasele portugheze sub jurisdicția Londrei, iar în 1845 a procedat la fel și cu vasele braziliene. Trecerea unor vase străine sub jurisdicția legii britanice mai strice și cu pedepse mai aspre pentru comerțul cu sclavi a fost un act fără precedent. 
Cu toate acestea, unele țări, precum Statele Unite, au rezistat constrângerilor britanice. SUA pretindea că susține cu tărie libertatea comerțului pe mare și, în mai multe rânduri, a refuzat să permită echipajelor Royal Navy dreptul de inspecție. S-a ajuns în situația ca anumiți negustori de sclavi să arboreze steaguri false ale SUA pentru a evita să fie inspecțiile. Acest lucru a provocat mai multe incidente diplomatice, când ofițerii britanici au urcat la bordul unor nave care abordau drapelul american. În Congresul SUA s-a manifestat o opoziție puternică la acțiunile britanicilor. John Forsyth a declarat în 1841 că „insistența” vaselor britanice era „nejustificată”, „distructivă pentru interese particulare” și „[ar] disruge în mod mod inevitabil armonia dintre cele două țări.”   În 1842 s-a produs  un dezgheț în relațiile diplomatice dintre cele două guverne și SUA a permis de controlarea vaselor americane, dar doar în prezența unui ofițer american. 
Portugalia a încetat complet comerțul cu sclavi în 1836 și în același deceniu și Spania a încetat această activitate. Cuba a rămas însă o destinație importantă pentru negustorii de sclavi. Brazilia a continuat să sfideze acțiunile britanice. Comerțul brazilian cu sclavi a încetat doar în 1852, când Palmerston a decis să folosească forța, conform doctrinei Pax Britannica.

### Escadra Africii de Vest

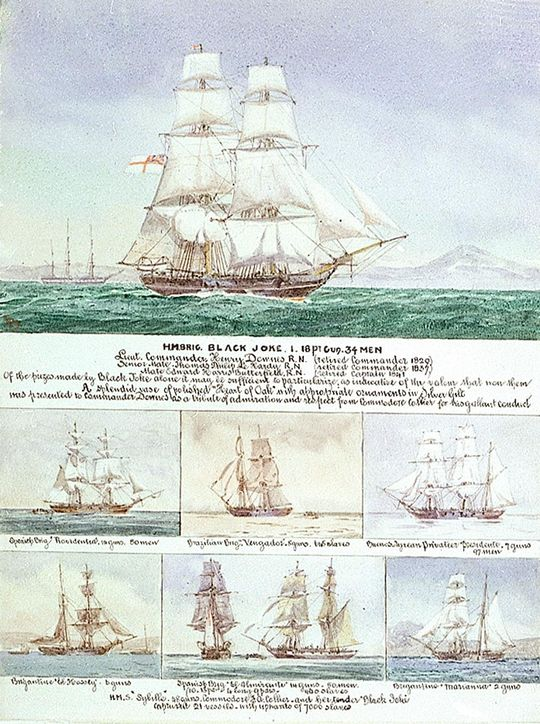
HMS Black Joke și vasele capturate în timpul blocadei.

După promulgarea legii din 1807, britanicii au fost trimis două corăbii în largul coastelor africane, unde patrulau pentru împiedicarea comerțului cu sclavi. 
În 1818, efectivele escadrei au crescut la șase corăbii, iar în 1819 au  fost stabilite baza de acțiune din portul Freetown și baza de aprovizionare din Insulele  Ascension. În 1832, baza de aprovizionare a fost mutată la Cape Town.
Efectivele au fost sporite și, la mijlocul secolului al XIX-lea, erau în jur de 25 de nave , cu 2.000 de marinari britanici și încă 1.000 de marinari africani. Între  1808 și 1860, Escadra Africii de Vest a capturat 1.600 de vase pentru transportul sclavilor și a eliberat aproximativ 150.000 de africani.

### Sfârșitul comerțului cu sclavi
În ciuda eforturilor Marii Britanii pentru suprimarea comerțului cu sclavi prin mijloace diplomatice, acesta a continuat să existe. Opinia publică a început să se întoarcă împotriva eforturilor antisclavagiste din cauza lor costuri uriașe, a repercusiunilor diplomatice provocate și a pagubelor cauzate comerțului în general. În Camera Comunelor s-a născut o mișcare a celor care se opuneau folosirii constrângerilor la adresa altor națiuni și a folosirii îndelungate a forței militare de către guvernul britanic împotriva negustorilor de sclavi. Opozanții impunerii de constrângeri au fost un grup mixt de activiști pentru comerțul liber și avocați antisclavagiști, care au considerat că singura modalitate prin care se putea pune capăt comerțului cu sclavi era stabilirea unor relații comerciale legale cu statele africane. Liderul lor, Thomas Fowell Buxton, a susținut o reînnoire a eforturilor navale până în momentul în care putea fi început un comerț legal. În 1839 el  a publicat Comerțul cu sclavi africani și remediul acestuia, care conținea o critică cuprinzătoare a eforturilor britanice de până atunci. Lucrarea a avut o mare influență în acele timpuri și i-a asigura lui Buxton un rol important în planificarea expediției de pe fluviul Niger din 1841, în timpul căreia s-a încercat să se fondeze posturi comerciale de-al lungul fluviului, ca o alternativă la comerțul cu sclavi. Deși planul oferea o soluție pe termen lung la comerțul cu sclavi, expediția s-a încheiat cu un eșec, mulți dintre europenii care au participat la călătorie îmbolnăvindu-se. În 1845, Buxton a murit fără ca să își fi văzut visul împlinit. 
Din 1845, grupul care se opunea constrângerilor a devenit mai radical și tot mai nepreocupat de soarta africanilor.  Din această „nouă generație” de opozanți nu au mai făcut parte și aboliționiștii. Apărătorii politicii de liber schimb precum William Hutt s-au opus cu vehemență acțiunilor navale  argumentând că , în cazul comerțului cu sclavi, acesta va dispărea  în mod natural, iar amestecul britanic este nejustificat. Influența lor a fost atât de  mare încât a fost introdusă o moțiune în Camera Comunelor pentru încetarea acțiunilor navale, care a pus în primejdie acțiunile Escadrei Africii de Vest și cariera politică a premierului John Russell, care a amenințat că își depune demisia în cazul în care moțiunea trecea la vot.
Pentru ca să împiedice o nouă tentativă de blocare a acțiunilor navale, guvernul a luat măsuri rapide. Brazilia era una dintre cele mai mari națiuni implicate în comerțul cu sclavi și continua să sfideze acțiunile diplomației britanice, prin care se urmărea încetarea comerțului cu ființe umane.  În 1846 Palmerston a revenit ministru de externe și, în 1850, a  permis vaselor Royal Naval pentru să pătrundă în apele teritoriale braziliene pentru instituirea blocadei împotriva negustorilor de sclavi de pe ambele maluri ale Atlanticului. Comerțul brazilian cu sclavi a fost eliminat treptat  până în 1852.  „Pentru Palmerston ... campania navală pe coastele Braziliei a adus la rezolvarea îndelungii povești a comerțului brazilian cu sclavi în doar douăsprezece luni.” 
Perioada îndelungată de timp în care britanicii au făcut eforturi diplomatice pentru ca SUA să se alăture cu convingere în lupta împotriva comerțului transatlantic de sclavi au fost pierduți prin acțiunea politică a statelor din sud. Cu toate acestea, odată cu debutul Răboiului civil din America, administrația Lincoln s-a arătat dornică să se alăture eforturilor aboliționiștilor, invocând atât motivația umanitară cât și pe cea militară. În statele din nord, antisclavagismul a fost un instrument militar important care avea să dăuneze economiei Confederației. Această atitudine a dus la aprecierea, simpatia și sprijinul pe arena internațională și a produs prăbușirea sprijinului internațional pentru statele sclavagiste din sud. În Tratatul Lyons–Seward din 1862, Statele Unite ale Americii a fost de acord să acorde britanicilor autoritatea deplină pentru împiedicarea comerțului trans-atlantic practicat de vasele americane După încheierea războiului , SUA și Regatul Unit au continuat să coopereze și, în 1867, Cuba, sub presiunea celor două națiuni,  a renunțat la comerțul cu sclavi

## Implicarea SUA
În Constituția Statelor Unite din 1787 a protejat importul de sclavi pentru o perioadă de douăzeci de ani. Societatea Aboliționistă din Pennsylvania a ținut prima reuniune în capitala temporară, Philadelphia, Pennsylvania, în 1794. Pe 7 aprilie 1798, cel de-al cincilea Congres a adoptat o lege care a impus o amendă de trei sute de dolari pe sclav persoanelor condamnate pentru efectuarea operațiunilor ilegale de import de sclavi. A fost o indicație a tipului de comportament și a cursului evenimentelor care aveau să devină o obișnuință în Congres.
Joi, 12 decembrie 1805, în timpul ședințelor celui de-al nouălea Congres, senatorul Stephen Roe Bradley din Vermont  a anunța că, începând cu ziua de luni din săptămâna următoare, urma să lucreze la o lege care să interzică importul anumitor persoane … în orice port sau loc în jurisdicția Statelor Unite, începând cu și după prima zi a lunii ianuarie," care va fi "în anul Domnului nostru 1808. Cuvintele sale s-ar fi repetat de mai multe ori de către legislatori în al nouălea Congres. Cei numiți anumite persoane  au fost descriși  în ziua de luni, 16 decembrie 1805, ca fiind sclavi.
Senatul american s-a temut să îi ofenseze în cel mai înalt grad pe proprietarii de sclavi și a modificat legea, după care a trimis-o pentru dezbatere Camerei Reprezentanților, unde a fost atent examinată. Camera Reprezentanților a conceput proiect de lege bazat pe propunerea Senatului, în care deputații au avut grijă să se exprime în așa fel încât să nu provoace mânia stăpânilor de sclavi. Cele două legi au fost legate într-una, cea a Camerei primind indicativul H R 77, iar cea Senatului, fiind numită O lege pentru interzicerea importului de sclavi în orice port sau loc sub jurisdicția Statelor Unite, de la și după prima zi a lunii ianuarie, în Anul Domnului nostru 1808 .  Această lege reglementa de asemenea comerțul cu sclavi de-a lungul litoralului. Legea a fost prezentată președintelui  Thomas Jefferson pentru aprobare pe 2 martie 1807.
În 1807, actul Congresului  a fost modificată și completată de Congresul al XV-lea. Importul de sclavi în Statele Unite ale Americii a fost calificat drept „piraterie” printr-o lege a Congresului. Orice cetățean al Statelor Unite care era găsit vinovat de o astfel de  „piraterie” putea fi pedepsit cu moartea. Rolul Marinei a fost extins pentru a include patrularea în largul coastelor Cubei și Americii de Sud. Activitățile navale din Atlanticul de vest a purtat numele „Patrula Comerțului cu Sclavi Africani din 1820-61. În tot acest timp era activ în continuare și Blocada Africii din Atlanticul răsăritean.

### Operațiunile Escadrei Africii de Vest
Ofițerul american de marina Matthew Calbraith Perry a fost șeful statului major al echipajului fregatei HMS Cyane  în 1819, care a escortat vasul Elizabeth, la bordul căreia se aflau sclavi eliberați care se deplasau din SUA în Africa. Președintele James Monroe ordonase Secretarului Marinei ca  nava americană să escorteze  goeleta Elizabeth în Africa cu primul contingent de sclavi eliberați,  pe care Societatea Americană de Colonizare  îi recoloniza acolo. Dintre cei 86 de emigranți de culoare de la bordul goeletei Elizabeth, doar aproximativ o treime au fost bărbați; restul erau femei și copii. 
În 1821, Perry se afla la comanda goeletei  USS Rechin din cadrul Escadrei Africii. Goeleta  Aligator de sub comanda locotenentului Robert F. Stockton era de asemenea în Escadra Africii în 1821 și a capturat mai multe transporturi de sclavi.  Locotenentul Stockton, a fost cele care a convins un șef local de trib să cedeze controlul asupra unei regiuni din jurul Capului Mesurad, unde avea să se apară Liberia. Stockton a devenit 1943 comandantul USS Princeton, prima vas cu aburi cu elice al US Navy..
Între 26 și 27 noiembrie 1842 a avut loc la bordul USS Somers din Escadra Africii a avut loc o rebeliune.  Comandantul Alexandru Slidell Mackenzie a ordonat arestarea a trei membri ai echipajului, care plănuiau să preia controlul navei. Cei trei membri ai echipajului au fost judecați, condamnați și spânzurați pe 1 decembrie. 
Comodorul  Perry a fost numit la comanda Escadrei Africii în 1843. Printre navele care au reușit să captureze transporturile de sclavi în perioada în care au fost parte a escadrei au fost Yorktown, Constellation și o a doua corabie numită tot Constellation (cea care a capturat pe 26 septembrie 1860 vasul de sclavi Cora, cu 705 africani la bord). Fregata USS San Jacinto a capturat bricul Storm King  cu 616 africani la bord pe 8 august 1860, la gura fluviului fluviului Congo. În ultima sa misiune, fregata grea  USS Constitution a capturat în 1853 goeleta cu sclavi H. N. Gambrill.
Marina a încercat să intercepteze navele cu sclavi din 1808 (sau 1809) până în  1866. A fost interceptat doar un mic număr de nave care transportau africani destinați comerțului cu sclavi, în timp ce alte nave suspectat, care nu au avut însă la bord nici un sclav, au fost escortate în largul oceanului, fiind împiedicate să ajungă în porturile africane. 

### Fildeșul negru
Achiziționarea Louisiana din 1803 a creat o cerere mare pentru forță de muncă ieftină – tot  mai mulți sclavi – care să lucreze în vastul și noul teritoriu. Jean Lafitte a fost un pirat, care a adus mulți sclavi în Statele Unite și i-a vândut printr-un sistem organizat înființat la New Orleans, care a inclus mulți negustori respectabili din zonă. După ce l-a ajutat pe Andrew Jackson în timpul Războiului din 1812, președintele James Madison a emis o proclamație la începutul anului 1815 prin care grația fărădelegile lui Jackson și oamenilor lui. 
Marina SUA, mai precis Escadra Africii, Escadra Braziliei și Paza de Coastă au primit sarcina să intercepteze vasele care transportau sclavi africani pe rutele transatlantice, având ca destinație porturile în care fildeșul negru era la mare căutare. Dat fiind faptul că Războiul de Independență fusese unul foarte costisitor, între 1783 și 1795 nu fuseseră construite vase noi de război. Departamentul Marinei de abia pe 30 aprilie 1798, la patru ani după ce președintele George Washington s-a dresat congresului și și-a exprimat îngrijorarea față de comportamentul scandalos din Algeria. Pe 27 martie 1794, în urma discuțiilor cu  președintele, Congresul a autorizat achiziționarea sau construirea a șase fregate. Printre primele au fost t USS Constellation, lansat pe 7 septembrie 1797 și USS Constitution, o navă care a fost implicată pentru scurtă vreme în acțiunile Escadrei Africii. Au mai fost construite câteva nave noi până pe 20 iunie 1814, când a fost lansată la apă USS Guerriere. Această fregată avea să se dovedească extrem de eficientă în luptele cu pirații Coastei Barbare din 1815. 
În cadrul eforturilor inițiale de impunere a legii, Marina a folosit porturile Charleston  și Savannah,  din 1808 până in 1812, ca baze pentru patrulele din Oceanul Atlantic. USS Chesapeake a navigat de pe coasta de vest a Africii la începutul anului 1813. Marina a creat Escadra Africii ca să intercepteze corăbiile care transportau fildeșul negru. Din păcate, navele escadrei nu operau împreună, ceea ce a însemnat că blocada Africii nu a fost eficientă. Sarcini considerate mult mai importante, precum războiul din 1812, luptele cu pirații Coastei Barbare sau cu cei din Indiile Occidentale din 1819-1827, escortarea transporturilor navale americane din Oceanul Pacific, în special în largul apelor Peruului în anii 1830 și războiul cu Mexicul din 1840, misiunile în Japonia și transportul diplomaților, au afectat capacitatea Escadrei Africii de Vest de luptă împotriva traficanților de sclavi. În ciuda tuturor greutăților, vasele escadrei au înregistrat mai multe succese în combaterea comerțului ilegal de ființe umane. 

## Resurse internet
- Chasing Freedom: The Royal Navy and the Suppression of the Transatlantic Slave Trade Arhivat în 4 martie 2015, la Wayback Machine.
- Dictionary of American Naval Fighting Ships la Wayback Machine (archived 19 august 2000)
- USS Somers la Biblioteca Congresului (archived 8 iunie 2011)
- USS Alligator la Wayback Machine (archived 2 martie 2004)
- USS Constitution la Wayback Machine (archived 19 martie 2004)
- USS Chesapeake la Wayback Machine (archived 15 martie 2004)
- USS Saratoga la Wayback Machine (archived 27 aprilie 2004)
- USS Niagara la Wayback Machine (archived 16 martie 2004)
- USS Dolphin la Wayback Machine (archived 2 martie 2004)